# Ђемела (Леко)
Ђемела је насеље у Италији у округу Леко, региону Ломбардија.
Према процени из 2011. у насељу је живело 40 становника. Насеље се налази на надморској висини од 305 м.